# Lapa (Paraná)
Lapa is een gemeente in de Braziliaanse deelstaat Paraná. De gemeente telt 42.933 inwoners (schatting 2009).

## Verkeer en vervoer
De plaats ligt aan de wegen BR-476 en PR-427.

## Geboren in Lapa
- Barcímio Sicupira Júnior (1944), voetballer